# The Navigator
The Navigator és una comèdia muda protagonitzada per Buster Keaton i codirigida per ell mateix i Donald Crisp. La pel·lícula, que es va estrenar el 13 d'octubre de 1924, va ser seleccionada pel British Film Institute com una de les cinquanta millors pel·lícules entre els anys 1915 i 1945. El 2018, el National Film Registry de la Biblioteca del Congrés dels Estats Units va decidir una operació de conservació per mor del seu interès cultural, històric o estètic. The Navigator és un exemple perfecte de l'obsessió de Keaton per les màquines, moltes vegades autèntiques coprotagonistes dels seus films. Era el film preferit de Keaton, «i una de les imprescindibles del cinema mut […] amb uns gags inoblidables».

## Argument
Rollo Treadway és un home molt ric però incapaç de fer res ja que sempre ha tingut una vida molt fàcil. Un dia que per la finestra veu com una parella de color celebra el seu casament anuncia al majordom que aquell mateix dia es casarà i li demana que compri dos bitllets de vaixell per anar de lluna de mel a Honolulu. Rollo es vol declarar a Betsy, la filla d'un ric armador que acaba de vendre el vaixell «The Navigator» a un petit país com a vaixell de guerra. El país amb el qual està enfrontat ha enviat però uns espies per a que deixin el vaixell a la deriva per tal que naufragui i no pugui servir en la guerra.
Rollo travessa el carrer per visitar Betsy però aquesta rebutja la seva sobtada oferta. Fustrat, decideix de totes maneres embarcar-se aquella mateixa nit. Com que el número de moll està parcialment cobert, s'equivoca de vaixell i acaba embarcant-se en el Navigator. Els sabotejadors posen el vaixell a la deriva aquella mateixa nit però són sorpresos i capturats que el pare de Betsy fa una visita de control. De totes maneres Betsy ha sentit el crit d'ajuda de Rollo i ha pujat al vaixell abans que aquest es derivi i comenci a navegar.
El “Navigator” marxa a la deriva cap a l'oceà Pacífic. Els dos passatgers es troben, però tenen grans dificultats per cuidar d'ells mateixos, ja que estan acostumats a tenir criats que els ho fan tot. A la força s'ha de socialitzar i aprendre a sobreviure. Al cap d'unes setmanes acaben trobant-se a si mateixos i s'acaben enamorant. En un moment donat, veuen un vaixell i hissen una bandera de colors vius perquè els vegin sense adonar-se que la bandera indica que el vaixell està sota quarantena. Com a resultat, l'altre vaixell es desvia.
Finalment, el vaixell arriba a prop d'una illa tropical habitada per caníbals on el vaixell xoca i es produeix una fuita. Rollo es posa un vestit de submarinista i busseja per reparar el forat. Mentrestant els nadius arriben amb canoa al vaixell i capturen Betsy. Quan Rollo surt de sota l'aigua els indígenes s'espanten i així pot rescatar Betsy i portar-la de nou al vaixell. Els caníbals tornen, però Rollo els repel·leix disparant coets i bengales fins que el vaixell es comença a enfonsar. Aleshores els indígenes intenten pujar al vaixell però ells dos intenten escapar en un petit bot que acaben perdent i queden abraçats en un salvavides. Els nadius ràpidament salpen cap a ells amb les seves canoes. Ells dos decideixen deixar el salvavides i enfonsar-se abans de ser capturats i quan tot sembla perdut, un submarí surt a la superfície just sota els seus peus i els salva. Dins del submarí, Betsy fa un petó a Rollo.

## Repartiment
- Buster Keaton (Rollo Treadway)
- Kathryn McGuire (Betsy O'Brien)
- Frederick Vroom (John O'Brien, pare de Betsy)
- Clarence Burton (gàngster, espia, caníbal, etc.)
- Noble Johnson (gàngster, espia, cap dels caníbals, etc.)
- H.N. Clugston (gàngster, espia, caníbal, etc.)

## Producció

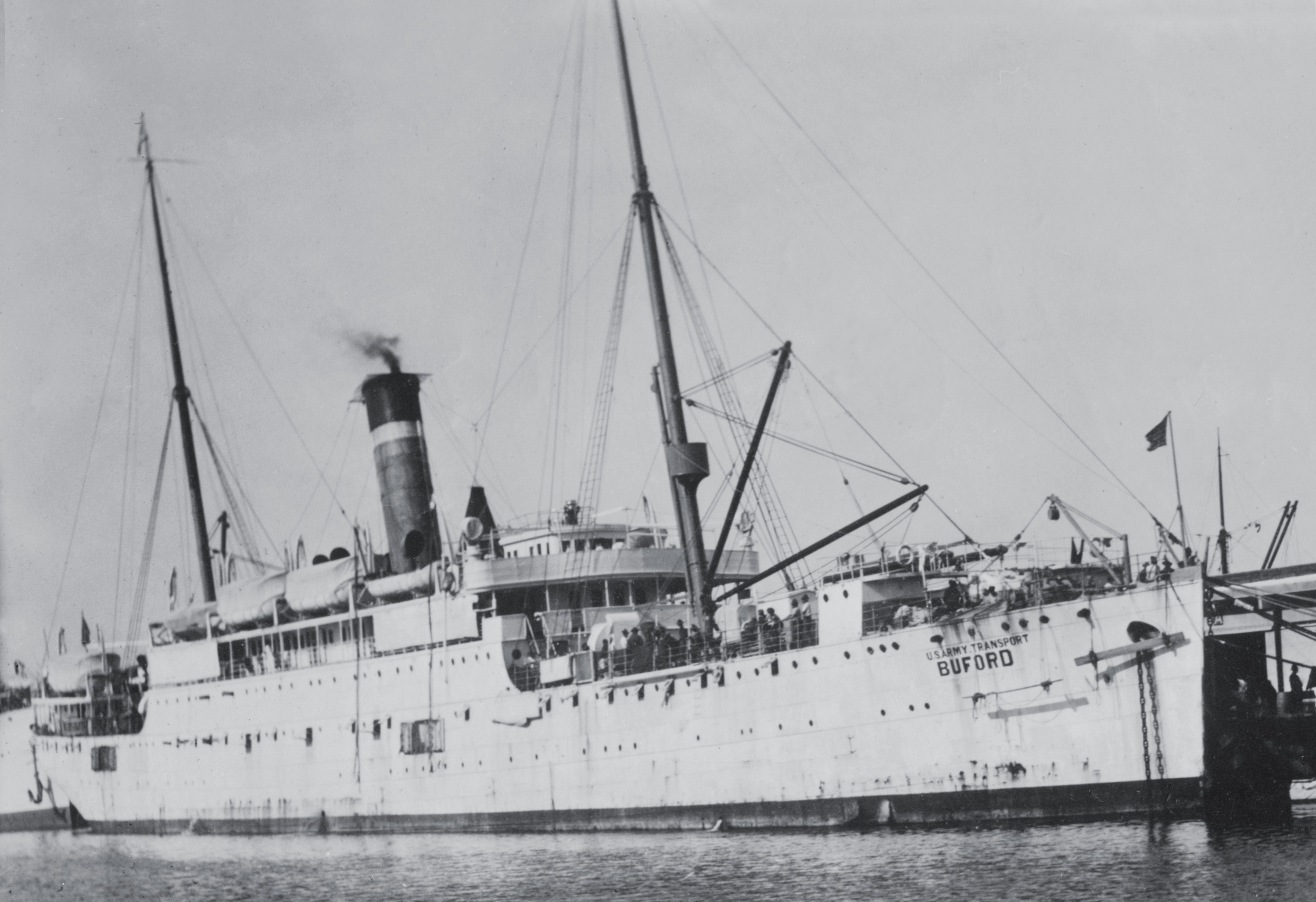
El Buford al port de Galveston el 1915

La pel·lícula, produïda per Joseph M. Shenck, dirigida per Keaton i Donald Crisp, va ser escrita per Jean Havez, Clyde Bruckman i Joseph Mitchell. Buster Keaton era a San Francisco el 1923 per a l'estrena mundial de la seva anterior pel·lícula, Our Hospitality (1923), i anuncià que estava cercant de comprar un vaixell per tal de filmar-hi els exteriors de la que havia de ser la següent. Van cercar en un cementiri de vaixells que hi havia a l'estuari d'Oakland per tal de comprar el que fos més gran. Va acabar comprant un vaixell de transport de passatgers de 450 peus, el Buford, tristament famós per haver estat usat per deportar sospitosos polítics.
La majoria de la filmació va tenir lloc en un creuer durant un viatge de 6 setmanes per les costes de Mèxic. Les escenes interiors es van rodar a Los Angeles i incloïen una piscina en la que hi havia un tauró i un peix espasa. De fet l'escena en que Keaton es submergeix per reparar el vaixell va ser filmada tres cops per anar-la ampliant successivament: primer a l'illa Santa Catalina (Califòrnia) però hi havia molt poca llum ja que l'aigua era poc clara, després en l'esmentat tanc on Keaton nedà en mig d'aquells animals, i finalment encara es va allargar a les gèlides aigües del llac Tahoe a Nevada, on Keaton i el càmera van estar submergits un temps ben llarg. Irònicament, l'únic incident del rodatge d'aquesta escena que podria haver matat Keaton es va produir en terra. En la història Rollo continuava fumant encara que dugués el casc, però accidentalment Betsy el va tancar el pestell de manera que no el podria obrir i inicialment ningú es va adonar que l'actor s'estava ofegant. La pel·lícula va costar uns 500.000 dòlars i va ser la comèdia més cara que s'havia rodat fins aquell moment. Les escenes inicials del carrer entre les mansions de Rollo i Betsy es van filmar a Divisadero Street en el veïnat de Pacific Heights a San Francisco.